# Anophyrocephalus ochatensis
Anophyrocephalus ochatensis är en plattmaskart. Anophyrocephalus ochatensis ingår i släktet Anophyrocephalus och familjen Tetrabothriidae. Inga underarter finns listade i Catalogue of Life.